# Nolletia rarifolia
Nolletia rarifolia là một loài thực vật có hoa trong họ Cúc. Loài này được (Turcz.) Steetz mô tả khoa học đầu tiên.